# Université Moulay-Ismaïl
Pour les articles homonymes, voir Moulay Ismaïl (homonymie).
L'université Moulay-Ismaïl (en arabe : جامعة مولاي اسماعيل) (en berbère : ⵜⴰⵙⴷⴰⵡⵉⵜ ⵏ ⵎⵓⵍⴰⵢ ⵙⵎⴰⵄⵉⵏ) est une institution d'enseignement supérieur publique et de recherche scientifique à but non lucratif, située à Meknès, au Maroc. L'université a été créée le 23 octobre 1989 par le dahir no 21-86-144.
Elle est classée 100e dans le classement régional 2016 des universités arabes (U.S.News & World Report).

## Historique
- 1982 : Création des deux premières facultés de Meknès : la faculté des lettres et la faculté des sciences, qui sont rattachées à l'université Sidi Mohamed Ben Abdellah de Fès.
- 23 octobre 1989 : Création de l'université Moulay-Ismaïl par le Dahir no 21-86-144 en date du 22 Rabia I 1410 (23 octobre 1989). Les deux facultés citées ci-dessus en constituent le noyau.
- 1993 : Création de la faculté des sciences juridiques, économiques et sociales ainsi que l'École supérieure de technologie (EST) à Meknès.
- 1994 : Ouverture de la faculté des sciences et techniques (FST) à Errachidia située dans la région de Meknès-Tafilalet.
- 1997 : École nationale supérieure d'arts et métiers (Meknès) voit le jour à Meknès, unique établissement du genre au Maroc et en Afrique.
- 2006 : Ouverture d'une faculté polydisciplinaire à Errachidia.
- 2014 : Création d'une École supérieure de technologie à Khénifra.
- 2019 : Création de l'École nationale de commerce et gestion (ENCG) à Meknès.

## Couverture géographique
Les facultés à accès ouvert sont ouvertes aux étudiants de la région de Meknès-Tafilalet. L'EST et l'École nationale supérieure d'arts et métiers (Meknès), dont l'accès est limité (présélection sur la base de la moyenne du baccalauréat pour la première, présélection et concours pour la deuxième), sont ouvertes à tous les étudiants marocains. Des places sont régulièrement offertes pour des étudiants étrangers, surtout pour des Africains.

## Facultés et Écoles

### Facultés
- Faculté des sciences (FS), Meknès
- Faculté des lettres et des sciences humaines (FLSH), Meknès
- Faculté des sciences juridiques, économiques et sociales (FSJES), Meknès
- Faculté des sciences et techniques (FST), Errachidia
- Faculté polydisciplinaire (FP), Errachidia

### Écoles
- École nationale supérieure des arts et métiers (ENSAM), Meknès
- École supérieure de technologie (EST), Meknès
- École nationale de commerce et de gestion (ENCG), Meknès
- École normale supérieure (ENS), Meknès

### En projet
- École Nationale Supérieure du journalisme et des médias à Meknès
- Institut national des sciences appliquées de Meknès
- Faculté de médecine dentaire de Meknès
- École nationale supérieure de l'industrie alimentaire et des biotechnologies (Meknès/Azrou)
- École nationale supérieure de l'aménagement sportif à Ifrane
- Faculté polydisciplinaire de Midelt

## Formations et diplômes

### Filières de licence d'études fondamentales
- Faculté des sciences :
  - Sciences de la matière chimique
  - Sciences de la matière physique
  - Sciences de la terre et de l'univers
  - Sciences de la vie
  - Mathématiques et applications

- Faculté des sciences juridiques, économiques et sociales :
  - Sciences économiques et gestion
  - Droit privé (langue arabe)
  - Droit public (langue arabe)
  - Droit privé (langue française)
  - Droit public (langue française)

- Facultés des lettres et sciences humaines :
  - Études arabes
  - Études islamiques
  - Études françaises
  - Études anglaises
  - Histoire et civilisation
  - Géographie
  - Philosophie
  - Sociologie

### Filières de licence professionnelle
- École supérieure de technologie :
  - Finance - Banque
  - Gestion de la force de vente
  - Informatique, électronique, électrotechnique et automatique (IEEA)

- Faculté des sciences :
  - Licence professionnelle d'informatique (développeurs java et C++)
  - Ingénierie géologique
  - Sciences de l'environnement
  - Sciences de l'environnement
  - Analyses physico-chimiques et applications

- Faculté des sciences juridiques, économiques et sociales :
  - Gestion fiscale et comptable des entreprises

- Facultés des lettres et sciences humaines :
  - Sciences et métiers du patrimoine archéologique

### Diplôme d'ingénieur d'État
- École nationale supérieure des arts et métiers 
  - Génie mécanique et structures
  - Génie industriel et productique
  - Génie électromécanique
  - Génie des matériaux et ingénierie des procédés

### Personnalités liées à l'université
1. Fatima Chebchoub, y a enseigné.